# ECT2L
A sequência transformadora de células epiteliais 2 do tipo oncogene é uma proteína que em humanos é codificada pelo gene ECT2L.

## Relevância clinica
Mutações recorrentes deste gene foram associadas a casos de leucemia linfoblástica aguda.